# Elidar
Elidar är en ort i Etiopien. Den ligger i den nordöstra delen av landet, 500 km nordost om huvudstaden Addis Abeba. Elidar ligger 422 meter över havet och antalet invånare är 2 302.
Terrängen runt Elidar är lite kuperad. Runt Elidar är det mycket glesbefolkat, med 5 invånare per kvadratkilometer. Det finns inga andra samhällen i närheten. Trakten runt Elidar är ofruktbar med lite eller ingen växtlighet.